# Надсянський говір

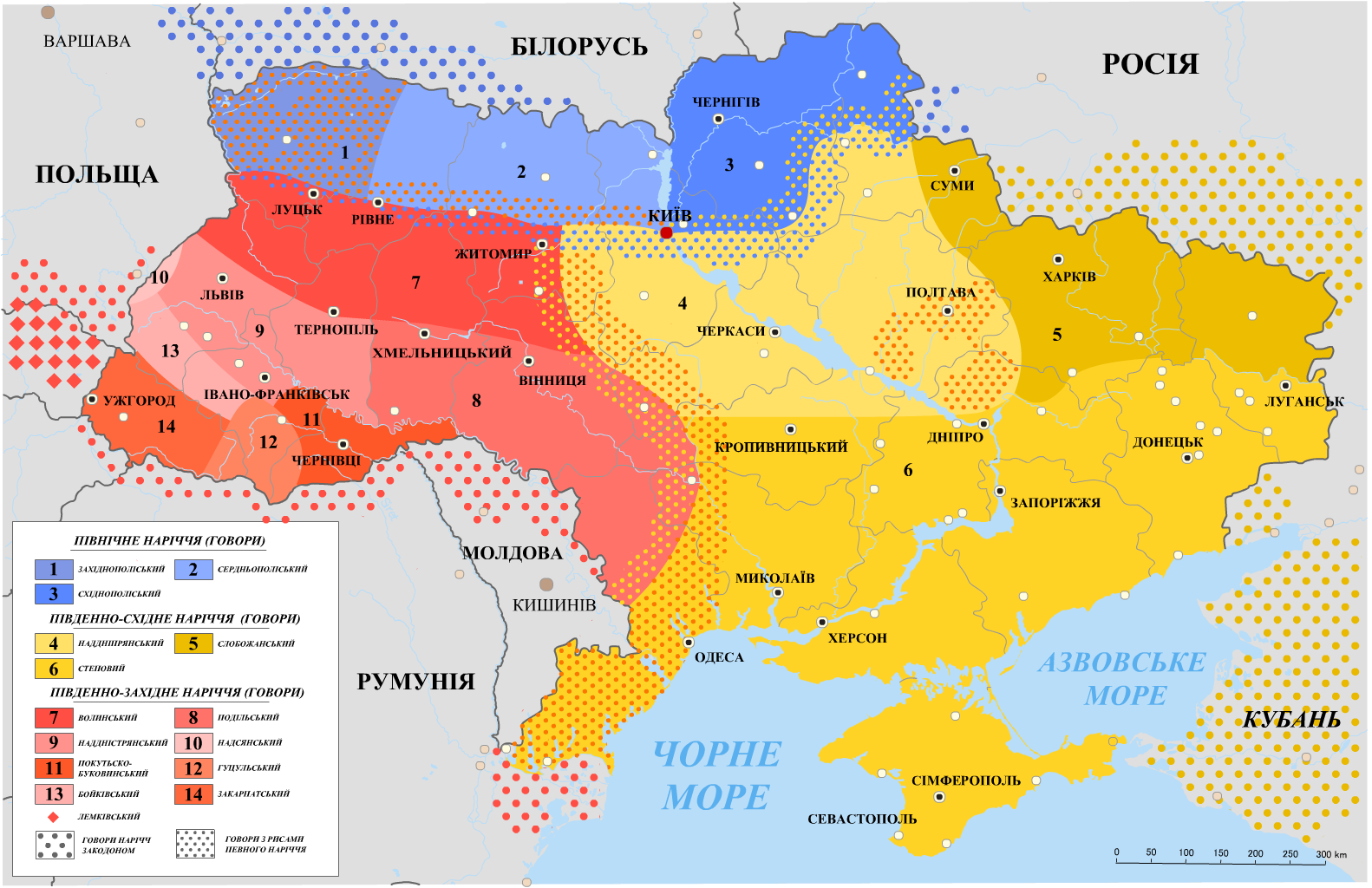
Карта українських наріч і говорів (2005).
Надсянський говір (10)

Надся́нський го́вір (долівський) — говір української мови. Належить до одних з архаїчних говорів галицько-буковинської групи, південно-західного наріччя. Поширений переважно по річці Сян (звідси назва) та її притоках від річки Стрв'яж (Стривігор) на півдні аж до річки Танви на півночі; на території України невеликою смугою тягнеться на крайньому заході Львівської області та окремими острівцями в околицях Перемишля, Ярослава (тепер Польща). Включено до Національного переліку елементів нематеріальної культурної спадщини України.
Після 1945 року надсянський говір як мовно-територіальне утворення зазнав змін унаслідок значних переселень носіїв говору на землі Західної та Північної Польщі та в різні регіони України (Операція Вісла).
У структурі надсянського говору зберігається багато рис, спільних з лемківським, бойківським, наддністрянським говорами; тривалий контакт з польською мовою вплинув на формування надсянського говору та на чіткість його зовнішніх меж.
Характерні риси: перехід звука Е в А (грачка, сарп, траба, чарвоний); чітко виражене укання — перехід ненаголошеного О в У (курова, гурод, худити); відсутність вставного Л (робйю, спйю); В у функції прийменника та префікса переходить в Г, а Ф в Х (гдова, гліті, гмирати, хпав, хперіт, хтати), та інше. Є своєрідна лексика (халупа — хата, варцаби — віконні рами, гнет — невдовзі). Надсянський говір присутній у мові персонажів О. Маковея та інших.

## Ареал і межі поширення

### Межі з наддністрянським говором
Ізоглоси II-го тому «Атласу української мови» (АУМ) свідчать про те, що на сході межа надсянського говору проходить умовною лінією через такі населені пункти: Немирів — Яворів — Мостиська — Добромиль і поєднує його з надсянськими говірками.
Однією з перших дослідниць надсянських говірок і чи не першою, яка ввела саме поняття «надсянський говір» української мови, дала йому наукове обґрунтування, була знаний дослідник, доктор філософії, професор Марія Пшепюрська-Овчаренко (19.09.1909 — 13.01.1998).
Наддністрянський говір від надсянського відмежовується ізоглосами явищ (першими при протиставленні подаються риси наддністрянського говору, другими — надсянського):
- голосний звук на місці давнього ы після губних приголосних: и (бик, миш, ви, ми) — ы, що зберігає давню вимову, відмінну від и (бык, мыш, вы, мы) і и (бик, миш, ви, ми)[5];
- вимова кореневого голосного в дієслівній формі було: була — была і била[5];
- вимова звукосполучення ги: гинути, вороги, плуги — гінути, ворогі, плугі[6];
- голосні звуки о або е після шиплячих приголосних: шестий, вчера — шостий, вчора[7];
- звукова будова іменника парубок: парубок — парібок;
- звукова будова іменника брови: брови — бриви;
- звукова будова іменника комір: комнір — комір;
- звукова будова слів дзвін, дзвінкий: дзвін, дзвінкий — звін, звінкий;
- звукова будова дієслівної форми квітує: цвите — квітне і квіне (про жито);
- форма орудного відмінка однини іменників і займенників жіночого роду: головою, землею, солею, тою, нею і головов, землев, солев, тов, нев — головом, землем, солем, том, нем;
- форма давального відмінка однини іменників IV відміни з суфіксом -ат- (-ят-): лошєту, телєту і лошєтю, телєтю — лошаті, теляті;
- форма називного відмінка множини іменників II відміни чоловічого роду з основою на приголосні к, х: вовки, парубки, співаки, пастухи — вовкі, парубкі, співакі, пастухі;
- форма називного відмінка однини прикметників середнього роду: богате, довге — богатоє, довгоє;
- форма називного відмінка множини прикметників: добрі, файні — добриї, файниї;
- форма називного відмінка множини присвійних прикметників: материні, батькові — материни, батькови;
- частка хай: най і ней — няй і ней;
- вживання слів:
  - на позначення обичайки в ситі: обичайка — каблук і облук;
  - рубля до воза: рубель — павус[8];
  - весни: весна — яр;
  - райдуги: дуга і веселка — смуга[9];
  - райкають (про жаб): райкают і рихкают — рехкают[10].